# Exégèse historico-critique de la Bible

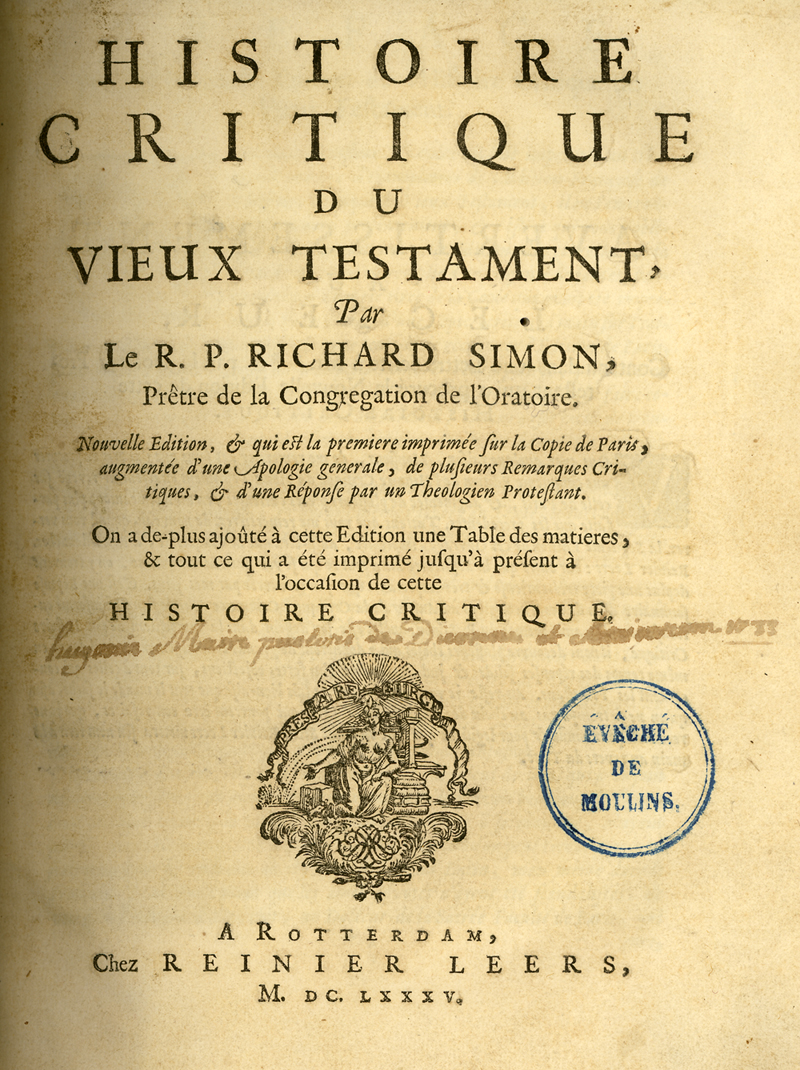
Histoire critique du Vieux Testament, de Richard Simon, édition de 1685 chez Reinier Leers.

L'exégèse historico-critique de la Bible, ou méthode historico-critique, étudie l'histoire de la réception des Écritures, leur contexte historique, le processus et les étapes de leur production ainsi que leurs destinataires.
C'est initialement une branche de l'exégèse biblique apparue au milieu du XIXe siècle, notamment en Allemagne, même si elle eut des précurseurs à partir du XVIIe siècle. Elle est au XXIe siècle la méthode la plus employée par les biblistes. Parfois nommée « critique haute », elle est qualifiée de « critique radicale » ou d’« historico-criticisme » par ses détracteurs. Faisant appel à l'histoire, à la linguistique, à la philologie, à l'épigraphie, à la sociologie, à l'archéologie, l'exégèse historico-critique étudie les origines de l'Ancien Testament comme du Nouveau Testament. Cette lecture se concentre en particulier sur les sources des documents afin d'en déterminer l'auteur, la date et le lieu de composition. Elle s'intéresse aussi aux sources externes de la Bible et se distingue de la critique textuelle (ou « critique basse »), qui vise à établir la version originale d'un texte ou ses divers états intermédiaires.
On lui doit plusieurs théories, dont le système de Graf-Wellhausen concernant la rédaction du Pentateuque, hypothèse abandonnée depuis les années 1970 au profit de modèles affinés, également produits par l'analyse historico-critique. Dans le domaine des études néotestamentaires, elle a donné lieu à la théorie des deux sources, qui est depuis plus d'un siècle la solution la plus communément admise au problème synoptique.

## Histoire

### Les précurseurs

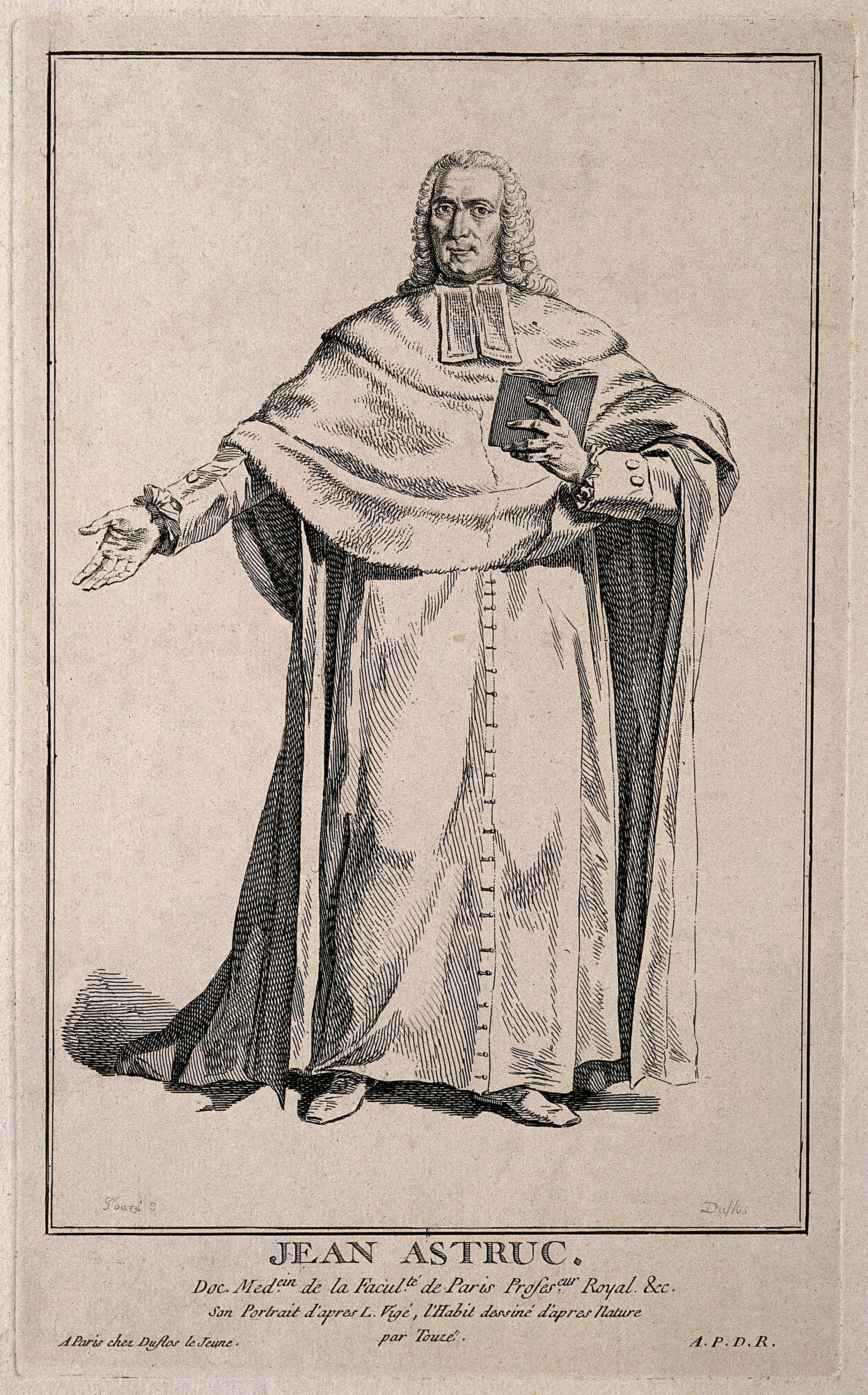
Jean Astruc.

À partir du XVIIe siècle, plusieurs auteurs formulent l'hypothèse que le Pentateuque (ou Torah) n'est pas l'œuvre du seul Moïse, comme l'affirme la tradition, mais de plusieurs rédacteurs. Parmi eux, Spinoza estime que le Pentateuque forme un tout avec les Livres historiques et ne peut être antérieur à la fin du royaume de Juda. Il écrit dans son Traité théologico-politique (1670) que « la règle universelle à poser dans l’interprétation de l’Écriture est de ne lui attribuer d’autres enseignements que ceux que l’enquête historique nous aura très clairement montré qu’elle a donnés ».
Deux catholiques, l'oratorien Richard Simon et Jean Astruc (médecin de Louis XV), abordent à leur tour les problèmes que posent les doublets et les contradictions de la Bible. Dans son Histoire critique du Vieux Testament (1678), Richard Simon introduit la méthode historico-critique dans l'étude du Pentateuque, ce qui lui vaut les foudres de Bossuet suivies d'une mise à l'Index. Jean Astruc, pour sa part, considère que le Pentateuque est bien l'œuvre de Moïse. Dans ses Conjectures sur les mémoires originaux dont il paraît que Moïse s'est servi pour composer le Livre de la Genèse (1753), Astruc opère une distinction entre les deux sources qu'aurait utilisées Moïse : le « mémoire A », où Dieu est appelé « Élohim », et le « mémoire B », où Dieu est appelé « YHWH ». Ainsi pose-t-il les bases de ce qui deviendra l'hypothèse documentaire.

### Nouveau Testament et Jésus de l'histoire
C'est à la fin du XVIIIe siècle que l'historiographie entreprend de reconstituer Jésus de Nazareth en tant que personnage historique, indépendamment des traditions du christianisme. Cette « quête du Jésus historique » se décompose en trois périodes.
La première quête couvre le XIXe siècle et se heurte au problème des sources relatives à Jésus, qui, provenant presque entièrement du Nouveau Testament, se caractérisent par un dessein apologétique et non pas biographique. Il en résulte des « portraits » de Jésus plus proches de la subjectivité de leurs auteurs que d'une réalité historique vérifiable.
La deuxième quête, commencée dans les années 1950, contourne la difficulté en recourant à la méthode historico-critique pour étudier le « Jésus de l'histoire ». Elle se fonde sur les documents existants, passés au crible de l'analyse littéraire et historique. Il s'agit entre autres de discerner ce qui, dans les sources, relève de reconstructions ultérieures, et ce qui peut être attribué à Jésus. L'un des thèmes majeurs de la quête est en effet la rupture entre Jésus et le judaïsme de son temps, en d'autres termes sa singularité,.
Ses principaux chercheurs sont Ernst Käsemann, Günther Bornkamm, Joachim Jeremias, Eduard Lohse (de), Étienne Trocmé... De cette deuxième quête vient l'élaboration d'une quinzaine de critères d'historicité dont les principaux sont l'attestation multiple, la dissimilarité et l'embarras ecclésiastique.
Enfin, la troisième quête, à partir des années 1980, cherche à replacer Jésus dans le contexte religieux, social et politique du judaïsme de son époque.

## Méthodologie

### La critique des sources

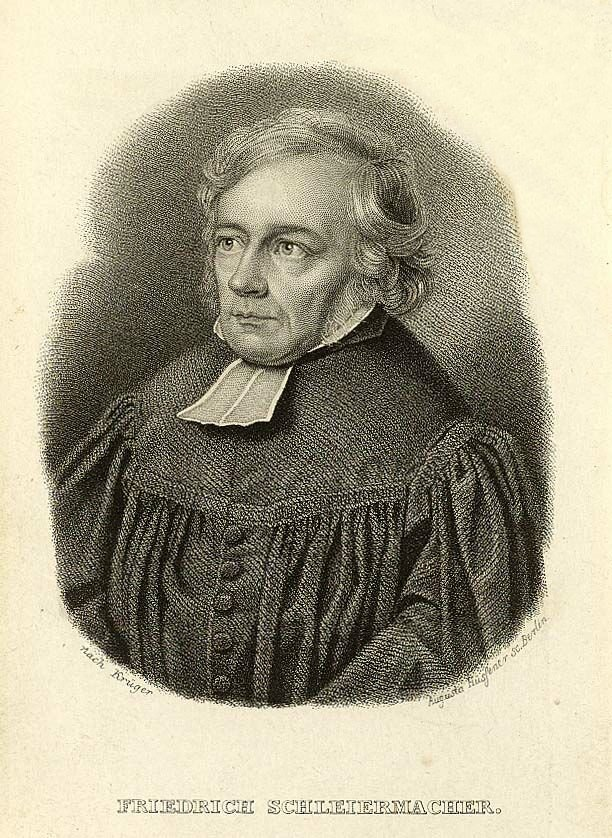
Friedrich Schleiermacher.

À l'origine, la critique des sources se réfère à la pratique d'un groupe de biblistes allemands de l'École de Tübingen, parmi lesquels Friedrich Schleiermacher (1768-1834), David Strauss (1808-1874) et Ludwig Feuerbach (1804-1872).
Ces biblistes commencent vers la fin du XVIIIe siècle et au début du XIXe siècle à analyser les archives historiques du Moyen-Orient au Ier siècle de l'ère commune et des temps bibliques de l'Ancien Testament, à la recherche de la confirmation indépendante des événements relatés dans la Bible. Leur généalogie intellectuelle se situe chez Locke, Hume, Kant, Lessing, Fichte, Hegel, et les rationalistes français.
Ces idées, développées en Allemagne par Karl Heinrich Graf et Julius Wellhausen (Prolegomena zur Geschichte Israels, 1878), voyagent en Angleterre avec Coleridge et plus encore avec les traductions anglaises par George Eliot de La Vie de Jésus de Strauss (1846) et de L'Essence du christianisme de Feuerbach (1864). La Vie de Jésus, (1863), par Ernest Renan, continue la même tradition.
Trois ans avant la parution de la Vie de Jésus, les théologiens libéraux anglicans avaient commencé le processus d'intégration de cette critique historique dans le domaine de la doctrine chrétienne dans Essays and Reviews (1860). Dans le catholicisme, L'Évangile et l'Église (1902), par Alfred Loisy, conçu pour réfuter L'Essence du christianisme, une conférence publiée par Adolph von Harnack, révèle au grand public la crise moderniste (1902-1914).
Avec les travaux de chercheurs ou de théologiens tel Rudolf Bultmann, la critique de la Bible devient « radicale » et s'emploie à la « démythologiser ».

### La critique de la tradition
La critique de la tradition (de), ou critique des thèmes, développée par Hermann Gunkel, est proche de la Formgeschichte également associée à Gunkel. Elle analyse les textes bibliques en fonction de leurs états successifs jusqu'à leur forme finale, en particulier lors du passage de l'oral à l'écrit.

### La critique radicale
La critique radicale proprement dite naît à la fin du XIXe siècle avec les travaux d'Allard Pierson, qui va au-delà de l'École de Tübingen dans la remise en cause du corpus paulinien. Il est suivi par Edwin Johnson, G. J. P. J. Bolland et Gustaaf Adolf van den Bergh van Eysinga (en).
Ce courant, qui a exercé son influence sur Rudolf Steck (en) et Arthur Drews, est aujourd'hui représenté par Hermann Detering (en).

## Condamnations dogmatiques
Chez les catholiques, le pape Léon XIII condamnait les « erreurs du rationalisme et de la critique radicale » dans l'encyclique Providentissimus Deus de 1893, qui permettra à Merry del Val d'excommunier Alfred Loisy. Le pape Pie X dénonça, lui, la critique radicale dans sa constitution apostolique Lamentabili. Depuis la parution de l'encyclique Divino afflante Spiritu par le pape Pie XII en 1943, l'Église catholique encourage l'exégèse historico-critique de la Bible.
Certains fondamentalismes, dans le protestantisme et le judaïsme, ont comme opinion qu'une critique radicale est hérétique, car ils affirment que la Bible est la parole de Dieu insufflée dans les patriarches, prophètes et apôtres.
Les chercheurs juifs et chrétiens libéraux répondent en précisant que la croyance en Dieu n'a rien à voir avec le fait de croire qu'un certain texte, en l'occurrence la Bible ou les Évangiles, a plus d'un auteur. De plus, ils récusent le raisonnement circulaire qui consiste à employer des affirmations bibliques pour « prouver » l'authenticité ou l'historicité de la Bible.

### Ouvrages
- François Laplanche, La Crise de l'origine : L'Histoire et la science catholique des Évangiles au XXe siècle, Albin Michel, 2006 (ISBN 978-2-226-38022-7)
- Albert De Pury (éd.), Thomas Römer (éd.) et Jean-Daniel Macchi (éd.), Israël construit son histoire : L'historiographie deutéronomiste à la lumière des recherches récentes, Labor et Fides, 1996 (ISBN 978-2-8309-0815-2)
- Joseph Doré (dir.) et François Bousquet (dir.), La théologie dans l'histoire, Beauchesne, 1997 (ISBN 978-2-7010-1353-4)
- Jean-Marie Mayeur, Charles et Luce Pietri, André Vauchez, Marc Venard (dirs.), Histoire du christianisme, vol. 10 : Les défis de la modernité (1750-1840), Desclée, 1997 (ISBN 2718907398)
- Jean-Marie Mayeur, Charles et Luce Pietri, André Vauchez, Marc Venard (dirs.), Histoire du christianisme, vol. 10 : Libéralisme, industrialisation, expansion européenne (1830-1914), Desclée, 1995 (ISBN 9782718907413)
- Odette Mainville, La Bible au creuset de l'histoire : Guide d'exégèse historico-critique, Médiaspaul, 1995 (ISBN 978-2-89420-294-4)
- Charles Perrot, Jésus et l'histoire, Desclée/Mame, coll. « Jésus et Jésus-Christ » (no 11), 1995 (ISBN 978-2-7189-0783-3, lire en ligne)
- Pierre Guillemette et Mireille Brisebois, Introduction aux méthodes historico-critiques, Fides, 1987 (ISBN 978-2-7621-1365-5)

### Articles
- Élian Cuvillier, « L’objectivité scientifique en exégèse biblique : Quelques réflexions actuelles à propos d’un vieux débat », Cahiers d’études du religieux. Recherches interdisciplinaires, no 16,‎ 2016 (lire en ligne)
- Alexandre Ganoczy, « Le rôle structurant de l'exégèse historico-critique en théologie », Revue théologique de Louvain, no 46,‎ 2015, p. 515-556 (DOI 10.2143/RTL.46.4.3120216)
- Michel Deneken, « Un plaidoyer théologique pour la méthode historico-critique », Revue des sciences religieuses, nos 80/3,‎ juillet 2006, p. 387-402 (ISSN 0035-2217, DOI 10.4000/rsr.1941, lire en ligne, consulté le 13 avril 2022)
- Jean-Louis Ska, « Les vertus de la méthode historico-critique », Nouvelle revue théologique, vol. 4, no 131,‎ 2009, p. 705-727 (DOI 10.3917/nrt.314.0705)
- Walter Vogels, « Les limites de la méthode historico-critique », Laval théologique et philosophique, vol. 36, no 2,‎ 1980, p. 173-194 (ISSN 0023-9054 et 1703-8804, DOI 10.7202/705793ar, lire en ligne, consulté le 13 avril 2022)